# Зуннунова, Лола Зокиржоновна
Лола Зокиржоновна Зуннунова (узб. Lola Zunnunova; род. 29 июня 1984 года в Термезе, УзССР, СССР) — узбекский журналист, телеведущая, искусствовед, кинокритик, продюсер. Прославилась передачей «Киномания» на телеканале «Ёшлар».

## Образование
В 2005 году Лола Зуннунова с отличием окончила факультет искусствоведения Ташкентского института искусств. После этого в 2005—2008 годах продолжила обучение на факультете международной журналистики Университета мировых языков.

## Премии
Лола Зуннунова — лауреат премии «M&TVA Award» в 2007 году в номинации «Лучшая телеведущая года».
В 2019 году она победила в республиканском конкурсе «Энг улуғ, Энг азиз».

## Карьера
Изначально Лола Зуннунова работала на телеканале «Узбекистан» с 2002 по 2007 год, «Ёшлар» с 2007 по 2019 год и «MilliyTV» с 2019 по 2021 год. За свою карьеру Лола Зуннунова выступала в «Мунаввар тонг», «Киноафиша», «Cinema.uz», «Cinemaniya», «Киномания», «Йўл-йўлакай», «Қизлар давраси», «Дугоналар», «Либослар жилоси», «Ёш китобхон», «Янги кун», «Киноқахрамон» и «Бу кино…».
С января 2019 года работала главным редактором «MilliyTV», а в августе 2021 года стала генеральным директором канала.